# 許晴
許 晴（シュイ・チン、1969年1月22日 - ）は、中華人民共和国の少数民族であるトゥチャ族の女優。北京出身。1990年の映画『人生は琴の弦のように』で主演デビュー。
1992年、北京電影学院表演系（演技科）を卒業、その年の「中国映画百花賞」最優秀女優賞にノミネートされた。
2001年『笑傲江湖』で女性主人公である任盈盈を演じる。
日本国籍を取得したとの疑惑が持ち上がったことがあるが、本人はこれを否定している。

## 出演作品

### テレビドラマ
- 南行記　（1991年）
- 皇城根児　（1992年）
- 金牌師爺　（1993年）
- 烈火情人　（1994年）
- 東辺日出西辺雨　（1994年）
- 烈火情人　（1994年）
- 来来往往　（1998年）
- 長纓在手　（2000年）
- 笑傲江湖　（2001年）
- 盖世太保槍口下的中国女人　（2001年）
- 背叛　（2001年）
- DA師　（2002年）
- 半個月亮　（2003年）
- 大清風雲　（2004年）
- 靠近你，温暖我　（2005年）
- 沙家浜　（2005年）
- 紅墨坊　（2006年）
- 局中局　（2006年）
- 男人底線　（2006年）
- 石頭、剪刀、布　（2006年）
- 寛恕　（2007年）

### 映画
- 人生は琴の弦のように （1990年）
- 狂 （1991年）
- 瘋蝶 （1993年）
- 異聞 始皇帝謀殺 （1995年）
- 説好不分手 （1999年）
- 我的1919 （1999年）
- 導火線 FLASH POINT（2006年）
- 建国大業 （2009年）
- LOOPER/ルーパー Looper （2012年） ※「サマー・チン (Summer Qing)」名義
- ロクさん （2015年） ※2016東京・中国映画週間で上映
- リミット・オブ・アサシン 24 Hours to Live （2017年）

### その他
- ムーラン （1998年） 中国語版吹替え：ムーラン役

## 主な受賞歴
- 「美菱杯」2001年度中央電視台女優ベスト10　第1位
- 2003年度中央電視台ゴールデンタイムドラマ女優ベスト10　第1位